# Autofrettage
Als Autofrettage (frz.: Selbst beringt) bezeichnet man ein Verfahren zur Festigkeitssteigerung von Rohrleitungen für den Einsatz bei hohen und pulsierenden Innendrücken. Dabei wird das Rohr erst nach seiner Formgebung einem über dem späteren Betriebsdruck und über der Streckgrenze liegenden Innendruck ausgesetzt, so dass die Bereiche an der Innenwand plastifizieren. Nach dem Entspannen entstehen in diesem Bereich Druckeigenspannungen, die einer Rissbildung im späteren Einsatz vorbeugen, so dass die Rohre mit einem höheren Betriebsdruck betrieben werden oder alternativ die Zeitfestigkeit bis hin zur Dauerfestigkeit gesteigert werden kann.
Auch die Beständigkeit gegenüber Spannungsrisskorrosion erhöht sich.

## Geschichte
Die Autofrettage hat ihren Ursprung in der Waffenentwicklung. Das Ziel bei der Konstruktion von Waffenrohren war, immer höhere Gasdrücke zu erreichen, um so schwerere Geschosse oder diese mit höherer Mündungsgeschwindigkeit abfeuern zu können. Zunächst wurde versucht, homogene Rohre durch größere Wanddicken zu verstärken, was aber nur begrenzt wirkt, denn irgendwann hat die Materialstärke des Rohres kaum Einfluss auf die Belastung der Rohrinnenwand. In der Mitte des 19. Jahrhunderts erkannte man, dass äußerer Druck auf das Rohr dem Expansionsdruck der Pulvergase entgegenwirkt. Auf diesem Prinzip entwickelte Daniel Treadwell in den 1840er-Jahren die ersten Mehrlagenrohre. Hier wurden Stahlmäntel (Mantelrohr), Stahlringe (Ringrohr), bzw. Kombinationen von beiden (Mantelringrohr) oder Stahldraht bzw. -band (Drahtrohr) auf das Seelenrohr aufgeschrumpft. Thomas Jackson Rodman wählte ab 1847 parallel einen anderen Weg. Er erzeugte die Eigenspannung beim Gießprozess der Geschützrohre. Während die äußere Schicht erhitzt wurde, sorgte eine Wasserkühlung für niedrigere Temperaturen im Inneren. In den frühen 1900er-Jahren machte der französische Artillerieoffizier L. Jacob Versuche mit Geschützrohren, bei denen die Eigenspannung mittels hohem Druck von innen erzeugt wurde. Der Prozess wurde bereits 1909 von L. B. Turner am King’s College mathematisch beschrieben. Der Franzose Albert E. Guy veröffentlichte 1920 seine Erkenntnisse zur Autofrettage. Danach wurde die Autofrettage zuerst bei der Geschützfabrikation 1923 in Frankreich eingesetzt und die Methode fand rasch eine weite Verbreitung. In Deutschland wurden in den 1930er-Jahren die Entwicklungen der Rüstungswirtschaft zur Autofrettage maßgeblich auf Basis der wissenschaftlichen Arbeiten von Friedrich Dörge und Georg Sachs vorangetrieben. Nach dem Zweiten Weltkrieg wurde die Autofrettage zunehmend in zivilen Bereichen zur Rohrfestigkeitssteigerung beispielsweise für Industrieanlagen und für die Einspritzleitungen von Dieselmotoren eingesetzt.

## Autofrettage-Effekt

a: Rohr im homogenen Ausgangszustand
b: pulsierender Druck wird auf die Innenseite bis zur Verformung ausgeübt
c: nach dem Druckabbau bleibt Eigenspannung im Material

Der Effekt der Autofrettage beruht auf der wechselseitigen Beziehung der plastifizierten inneren und der elastisch verformten äußeren Zone. Diese wird von der inneren plastisch verformten Zone daran gehindert, wieder ihre ursprüngliche Form einzunehmen, sie bleibt gedehnt. Dies erklärt die auftretenden Zugspannungen in der äußeren Schicht. Die innere plastisch verformte Schicht wiederum wird von der zurückfedernden äußeren Schicht zusammengedrückt oder auch -gepresst. Dies erklärt die hier auftretenden Druckspannungen. Einer der Vorteile bei späterem Betrieb mit Innendruck ist nun der, dass die durch den im Betrieb aufgebrachten Innendruck an der Randfaser (= innerste Schicht des Rohres) auftretenden Spannungsspitzen durch die bereits vorhandenen Druckspannungen aus der Autofrettage kompensiert werden.

## Verfahren

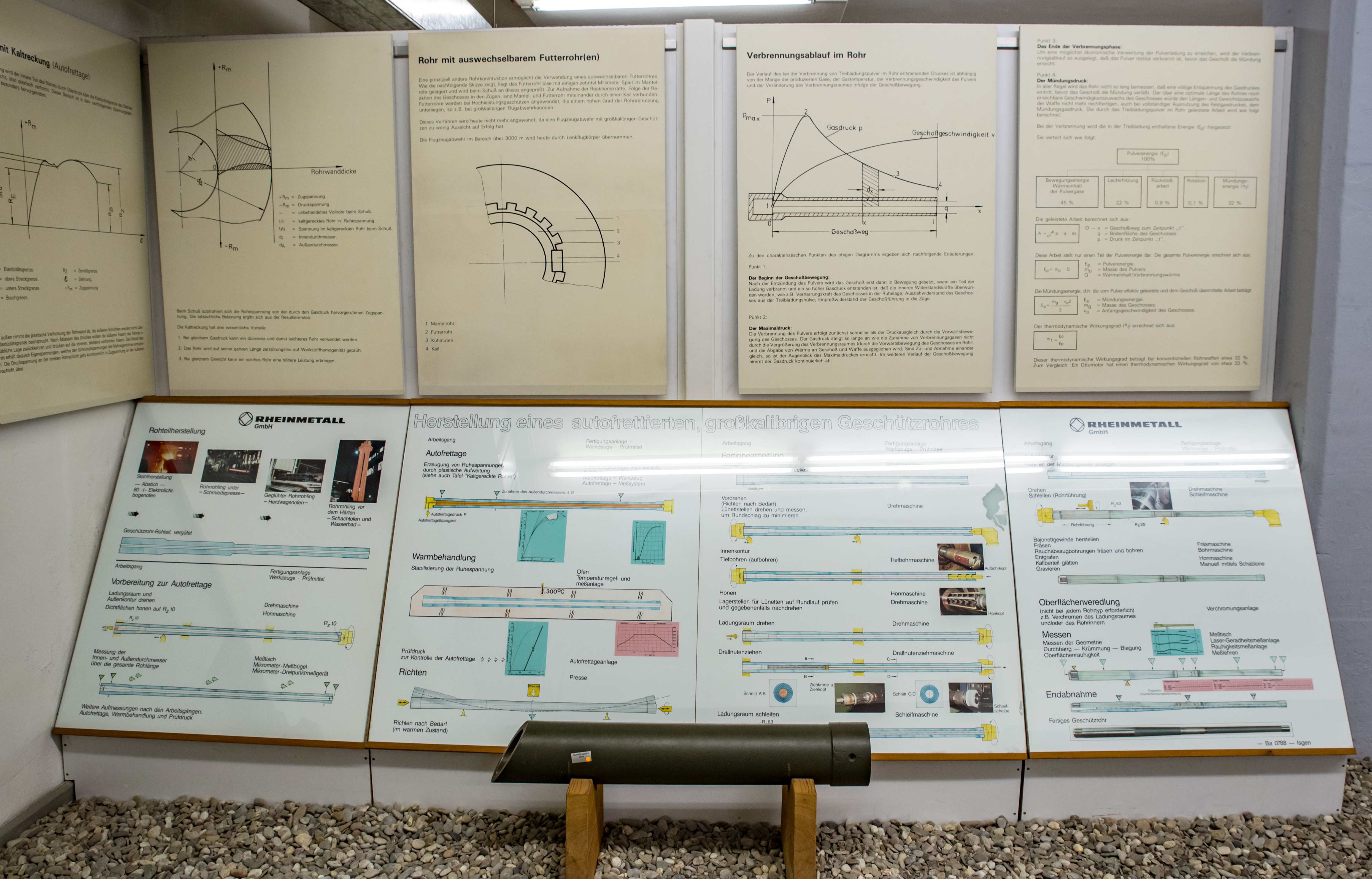
Prozesserklärung von Rheinmetall in der WTS Koblenz

Beim Autofrettage-Verfahren wird das Rohr mit einer Flüssigkeit gefüllt, anschließend werden die Rohrenden dicht verschlossen. Meist geschieht dies mit hochfesten aufgeschraubten Kappen und speziellen Hydraulikflüssigkeiten. Wasser wird wegen Korrosionsproblemen nur vereinzelt verwendet.
Nun bringen Pumpen meist über Druckübersetzer den benötigten Druck auf. Nach kurzer Haltezeit kann wieder entlastet werden. Der Prozess stellt hohe Anforderungen an die Pumpen-, Druckübersetzer- und Messtechnik, da im Einzelfall Drücke bis 15.000 bar sicher erzeugt werden müssen. Weiterhin ist eine genaue Kenntnis des plastischen Verhaltens des Rohrwerkstoffes erforderlich, um einerseits den gewünschten Effekt auszureizen, aber andererseits eine Überbeanspruchung oder gar ein Bersten der Leitung zu verhindern.
Alternativ wird heute auch ein Bolzen mit Übermaß durch das Rohr gepresst oder gezogen, um die Verformung der inneren Oberfläche zu erreichen.

## Anwendungsgebiete
Die Autofrettage wurde bereits in den 1930er-Jahren zur Zeitfestigkeitssteigerung von Geschützen untersucht und angewandt. Später wurde die Autofrettage unter anderem für die Direkteinspritzung bei Dieselmotoren und von der Firma Rheinmetall für die 120-mm-Glattrohrkanone des Leopard-2-Kampfpanzers angewendet.
Weitere Anwendungsgebiete sind:
- Chemieanlagenbau
- bestimmte Gasflaschen
- Common-Rail-Einspritzung
- Verrohrung von Wasserstrahlschneidanlagen
- Hochdruck-Hydraulikleitungen
- Lauf von Schusswaffen